# Gmina Vindeln
Gmina Vindeln (szw. Vindelns kommun) – gmina w Szwecji, w regionie Västerbotten, z siedzibą w Vindeln.
Pod względem zaludnienia Vindeln jest 270. gminą w Szwecji. Zamieszkuje ją 5773 osób, z czego 49,92% to kobiety (2882) i 50,08% to mężczyźni (2891). W gminie zameldowanych jest 100 cudzoziemców. Na każdy kilometr kwadratowy przypada 2,18 mieszkańca. Pod względem wielkości gmina zajmuje 33. miejsce.